# Iris Origo
Iris Margaret Origo nata Cutting (Birdlip, 15 agosto 1902 – Siena, 28 giugno 1988) è stata una scrittrice inglese-irlandese.
Attenta testimone del suo tempo, ha intessuto stretti legami tra culture diverse e ha dedicato gran parte della propria vita al miglioramento dei possedimenti in Toscana, ed in particolare della tenuta denominata "La Foce", in territorio di Chianciano e non lontano da Montepulciano, che acquistò nel 1927 insieme al marito, il marchese Antonio Origo.

## Biografia
Iris Margaret Cutting nasce a Birdlip, in Inghilterra, il 15 agosto 1902 da William Bayard Cutting, figlio di una ricca famiglia filantropa di New York e da Sybil Cuffe, figlia del Lord Desart, un Pari d'Irlanda. I suoi genitori dopo il matrimonio viaggiano un po' per tutto il mondo, ma soprattutto in Italia.
In seguito alla morte prematura di Bayard Cutting nel 1910, Sybil Cuffe si stabilisce con la figlia Iris in Italia, acquistando la Villa Medici a Fiesole, una delle più spettacolari ville fiorentine. Lì si viene a stabilire una forte amicizia con il critico d'arte Bernhard Berenson, che vive non molto lontano, in località I Tatti.
Iris rimane iscritta per breve tempo alla scuola pubblica a Londra, ma la sua formazione si svolge principalmente a casa, in ambito famigliare, soprattutto a cura del professor Solone Monti e di una serie di governanti francesi e tedesche.
Nel 1918 la madre di Iris si risposa con lo storico dell'architettura Geoffrey Scott, che più tardi si imbarca in una relazione con Vita Sackville-West. Il matrimonio dura fino al 1927; in seguito al loro divorzio ella si sposa per la terza volta col saggista Percy Lubbock. Muore nel 1943. In seguito alla morte della madre Iris si sposta in Inghilterra e negli Stati Uniti nella prospettiva di provare ad affermarsi in entrambi gli Stati. Nel 1922 ella incontra per la prima volta Colin Mackenzie, un giovane uomo d'affari scozzese che lavora a Milano; una romantica corrispondenza epistolare viene seguita da una amicizia che dura per tutta la vita.
Il 4 marzo 1924 Iris sposa Antonio Origo, "uomo dotato di buona presenza e di molto fascino", figlio illegittimo del marchese Clemente Origo. Si trasferiscono insieme nella loro nuova tenuta La Foce, presso Chianciano Terme, in provincia di Siena. Essa è un luogo in stato di abbandono, persino privo di una strada di accesso, ma attraverso una duro lavoro, cure ed attenzione, essi riescono non solo a trasformare la villa ma anche a dare una solida organizzazione all'azienda agricola, che conta 1400 ettari di terreno e 57 poderi affidati a coloni a mezzadria.
Di loro proprietà è pure la vicina area di Pietraporciana, donata al Comune di Chianciano nel 1985 e divenuta riserva naturale nel 1996.
Nascono un figlio maschio, Gian Clemente Bayard, familiarmente chiamato Gianni (24 giugno 1925-30 aprile 1933), che muore di meningite a nemmeno otto anni di età, e due figlie femmine: Benedetta (1º agosto 1940) e Donata (9 giugno 1943). In seguito alla morte di Gianni, Iris intraprende la sua carriera di scrittrice con una biografia di Giacomo Leopardi, pubblicata nel 1935 e molto ben accolta dalla critica. Il quotidiano The Observer così annota: «Il suo testo è un monumento di erudizione. Il suo background storico e letterario è colorito con consumata abilità ed un sottofondo di buon gusto».
Durante la seconda guerra mondiale gli Origo rimangono a La Foce e si prodigano all'assistenza dei bambini profughi che vengono alloggiati lì. Inoltre, dopo la resa dell'Italia, Iris offre rifugio o assistenza a molti prigionieri di guerra alleati in fuga, che cercano di trovare un varco attraverso le linee tedesche o, semplicemente, di sopravvivere. Il suo resoconto di questo periodo, Guerra in Val d'Orcia, è il primo dei suoi libri ad incontrare un grande successo, tanto popolare quanto di critica.
Dopo la guerra Iris divide il suo tempo tra La Foce e Roma, dove nel frattempo gli Origo avevano acquistato un appartamento nel Palazzo Orsini, e si dedica alla scrittura. Gli Origo, inoltre, erano soliti trascorrere le vacanze presso Gli Scafari, la casa fatta costruire dalla mamma di Iris a Lerici, sul Golfo della Spezia.
Antonio Origo muore il 27 giugno 1976, mentre Iris muore il 28 giugno 1988. Nel 1977 era stata fregiata del titolo di Honorary Dame Commander (Dama di Commenda Onoraria) dell'Impero Britannico (D.B.E.).

## Impegno dei discendenti
I suoi discendenti continuano a perpetrare l'amore che Iris e suo marito Antonio Origo avevano per la cultura e ogni forma d'arte. In particolare hanno ereditato questa passione i quattro figli che Benedetta ha avuto con il marito Alberto Lysy: Antonio, Katia, Giovanna e Simonetta. Infatti, Antonio Lysy è un violoncellista a livello internazionale, famoso per aver suonato il componimento "Pampas" che è valso un Latin Grammy Award nel 2010 al compositore argentino Lalo Schifrin e dal 2012 è professore nel dipartimento di musica dell'Università della California a Los Angeles. Antonio ha seguito le orme paterne: Alberto Lysy era un grande violinista nativo di Buenos Aires, che fu allievo e amico di Yehudi Menuhin e con il quale fondò nel 1977 la International Menuhin Music Academy. Anche le figlie di Benedetta si dedicano alla difesa della cultura e dell'arte: Katia gestisce con il marito una locanda che tutela gli antichi sapori, Simonetta è una ballerina che ha studiato al Royal Ballet di Londra, mentre Giovanna è una scultrice. Benedetta Origo vive ancora nella tenuta di famiglia a La Foce, ma tutti i membri della famiglia, pur vivendo altrove, vi sono molto legati e dal 1989 hanno promosso il Festival musicale Incontri in Terra di Siena che si svolge ogni anno in luglio presso La Foce.

## Il lascito sociale ed umanitario
La tradizione sociale ed umanitaria di Iris e Antonio Origo è stata tramandata attraverso la seconda figlia Donata, che ha creato nel 1992 la sede di Roma di Arché, associazione di volontariato che in collaborazione con gli ospedali di Roma prestava assistenza ai bambini affetti da HIV. Dal 2000 ha diretto un programma triennale in collaborazione con l'OMS per il sostegno alle famiglie con figli infetti da HIV in Zimbabwe, seguito da interventi di formazione rivolti ad operatori sociali in Etiopia, Tanzania, Lesotho e Sud Africa. Suo figlio Bartolomeo, dopo aver lavorato come avvocato in varie agenzie dell'ONU, tra cui il Global Fund for AIDS, TB and Malaria, ente nuovo in formazione, è attualmente direttore del dipartimento legale del Programma Alimentare Mondiale (WFP). La figlia Thi Sao ha perseguito una brillante carriera scientifica nel campo della ricerca biochimica negli USA, con risultati concreti quale una nuova cura per i lupus. Mentre il secondo figlio Sebastiano (Seboo) è un artista pittore e scultore come il bisnonno Clemente Origo.

## Opere
- Leopardi (1935), una biografia di Giacomo Leopardi.
- Gianni, la commemorazione del figlio di Iris stampata in privato.
- Il Mondo di San Bernardino (1935), una "vita" di San Bernardino da Siena, che ha come prerogativa quella di non essere una mera biografia che segna le tappe cronologiche della vita del Santo, ma ne trae spunto per dipingere un ritratto molto fedele della società civile al tempo in cui egli visse.
- Allegra (1935), la breve vita della figlia di Byron.
- Guerra in Val d'Orcia (1947), il rendiconto delle esperienze vissute in prima persona da Iris nella seconda guerra mondiale, in forma di diario.
- L'ultimo legame (1949), una versione della relazione tra Byron e la Contessa Guiccioli.
- Giovanni e Jane (1950), un libro per bambini.
- Il Mercante di Prato (1957), uno spaccato della vita e dei tempi di Francesco di Marco Datini.
- Una misura dell'Amore (1957), una raccolta di saggi biografici.
- Immagini e ombre (1970), una autobiografia elegiaca.
- Il sentiero vagabondo (1972), un'antologia di brani scelti.
- Un'amica. Ritratto di Elsa Dallolio (1982), il ricordo di un'amica di vecchia data, scritto e pubblicato in occasione della di lei morte.
- Bisogno di testimoniare (1984), contenente le biografie di Ignazio Silone, Gaetano Salvemini, Ruth Draper e Lauro De Bosis, quattro antifascisti contemporanei dell'autrice.

### Edizioni italiane
- Il mercante di Prato. Francesco di Marco Datini. Prefazione di Luigi Einaudi (The merchant of Prato, 1957), trad. Nina Ruffini, Valentino Bompiani Editore, Milano, I ed. 1958. 
  - Il mercante di Prato. La vita di Francesco Datini nel nome di Dio e del guadagno, Collana Storica Rizzoli, Rizzoli, Milano, I ed. 1979, 1980, pp. XXV-348, 16 tavole fotografiche fuori testo.
  - Collana Storia e Biografie, BUR, Milano, 1988, ISBN 978-88-17-16660-7.
  - Il mercante di Prato. La vita di Francesco Datini. Alle origini del capitalismo italiano. Prefazione di Francesco Giavazzi, Collana Storica, Corbaccio, Milano, 2005, ISBN 978-88-7972-589-7.
- Leopardi. Storia di un'anima (Leopardi. A study in solitude, 1935), I ed. 1954 
  - Collana Gli Italiani, Rizzoli, Milano, I ed. 1974, pp. 449.
  - Collana Storia e Biografie, BUR, Milano, 1994, ISBN 978-88-17-13831-4.
- Guerra in Val d'Orcia, trad. Elsa Dallolio e Paola Ojetti, Prefazione di Piero Calamandrei, Vallecchi Editore, Firenze, I ed. 1968, pp. 243.
  - Guerra in Val d'Orcia. Diario 1943-1944, Le Balze, 2000, ISBN 978-88-87187-35-9, pp. 304.
  - Guerra in Val d'Orcia, Introduzione di Sergio Romano, Collana Il Cammeo n. 522, Longanesi, Milano, 2010, ISBN 978-88-304-2567-5.
  - Guerra in Val d'Orcia, Pref. di S. Romano con uno scritto di P. Calamandrei, Collana Biblioteca, Bagno a Ripoli (Firenze), Passigli, 2021, ISBN 978-88-368-1760-3.
- Bernardino da Siena e il suo tempo, Rusconi, Milano, I ed. 1982, pp. 320.
- Immagini e ombre (Images and Shadows), trad. Grazia Lanzillo, Collana Il Cammeo n. 78, Longanesi, Milano, I ed. 1984 , pp. 253.
  - Immagini e ombre. Aspetti di una vita, con uno scritto di Sergio Romano, Collana Il Cammeo n. 390, Longanesi, Milano, 2002, ISBN 978-88-304-2012-0.
- Un'amica. Ritratto di Elsa Dallolio, Collana Il tempo e le cose, Passigli, Bagno a Ripoli, 1988, ISBN 978-88-368-0120-6, pp. 104.
- Allegra. La figlia di Byron (1935), trad. Anna Rusconi, Collana Passepartout, Mondadori, Milano, I ed. 1992, ISBN 978-88-04-36535-8, pp. 114.
  - Allegra. La figlia di Byron, Collana Narrativa, Skira, Milano, 2014, ISBN 978-88-572-2586-9.
- Un brivido nell'aria. Vigilia di guerra 1939-1940, Prefazione di Sergio Romano, Collana Biblioteca, Bagno a Ripoli (FI), Passigli, 2019, ISBN 978-88-368-1680-4.

## Ascendenza
|                                   |                                 |                                       | Genitori                                  |  |  | Nonni |  |  | Bisnonni       |  |  | Trisnonni       |  |
|                                   |                                 |                                       |                                           |  |  |       |  |  | Fulton Cutting |  |  | William Cutting |  |
|                                   |                                 |                                       |                                           |  |  |       |  |  | Fulton Cutting |  |  | William Cutting |  |
|                                   |                                 | Gertrude Livingston                   |                                           |  |  |       |  |  | Fulton Cutting |  |  |                 |  |
| William Bayard Cutting            |                                 |                                       |                                           |  |  |       |  |  | Fulton Cutting |  |  |                 |  |
|                                   |                                 | Elise Justine Bayard                  | Robert Bayard                             |  |  |       |  |  |                |  |  |                 |  |
|                                   |                                 | Elise Justine Bayard                  | Robert Bayard                             |  |  |       |  |  |                |  |  |                 |  |
|                                   |                                 | Elise Justine Bayard                  | Elizabeth McEvers                         |  |  |       |  |  |                |  |  |                 |  |
| William Bayard Cutting Jr.        |                                 | Elise Justine Bayard                  |                                           |  |  |       |  |  |                |  |  |                 |  |
|                                   |                                 | Bronson Murray                        | James Boyles Murray                       |  |  |       |  |  |                |  |  |                 |  |
|                                   |                                 | Bronson Murray                        | James Boyles Murray                       |  |  |       |  |  |                |  |  |                 |  |
|                                   |                                 | Bronson Murray                        | Maria Bronson                             |  |  |       |  |  |                |  |  |                 |  |
| Olivia Peyton Murray              |                                 | Bronson Murray                        |                                           |  |  |       |  |  |                |  |  |                 |  |
|                                   |                                 | Ann Eliza Peyton                      | Rowzee Peyton                             |  |  |       |  |  |                |  |  |                 |  |
|                                   |                                 | Ann Eliza Peyton                      | Rowzee Peyton                             |  |  |       |  |  |                |  |  |                 |  |
|                                   |                                 | Ann Eliza Peyton                      | Eliza Strother Gallagher                  |  |  |       |  |  |                |  |  |                 |  |
| Iris Cutting                      |                                 | Ann Eliza Peyton                      |                                           |  |  |       |  |  |                |  |  |                 |  |
|                                   | John Cuffe, III conte di Desart | John Otway Cuffe, II conte di Desart  |                                           |  |  |       |  |  |                |  |  |                 |  |
|                                   | John Cuffe, III conte di Desart | John Otway Cuffe, II conte di Desart  |                                           |  |  |       |  |  |                |  |  |                 |  |
|                                   | John Cuffe, III conte di Desart | Catherine O'Connor                    |                                           |  |  |       |  |  |                |  |  |                 |  |
| Hamilton Cuffe, V conte di Desart | John Cuffe, III conte di Desart |                                       |                                           |  |  |       |  |  |                |  |  |                 |  |
|                                   |                                 | Elizabeth Campbell                    | John Campbell, I conte Cawdor             |  |  |       |  |  |                |  |  |                 |  |
|                                   |                                 | Elizabeth Campbell                    | John Campbell, I conte Cawdor             |  |  |       |  |  |                |  |  |                 |  |
|                                   |                                 | Elizabeth Campbell                    | Elizabeth Thynne                          |  |  |       |  |  |                |  |  |                 |  |
| Sybil Cuffe                       |                                 | Elizabeth Campbell                    |                                           |  |  |       |  |  |                |  |  |                 |  |
|                                   |                                 | Henry Lascelles, IV conte di Harewood | Henry Lascelles, III conte di Harewood    |  |  |       |  |  |                |  |  |                 |  |
|                                   |                                 | Henry Lascelles, IV conte di Harewood | Henry Lascelles, III conte di Harewood    |  |  |       |  |  |                |  |  |                 |  |
|                                   |                                 | Henry Lascelles, IV conte di Harewood | Louisa Thynne                             |  |  |       |  |  |                |  |  |                 |  |
| Margaret Lascelles                |                                 | Henry Lascelles, IV conte di Harewood |                                           |  |  |       |  |  |                |  |  |                 |  |
|                                   |                                 | Elizabeth de Burgh                    | Ulick de Burgh, I marchese di Clanricarde |  |  |       |  |  |                |  |  |                 |  |
|                                   |                                 | Elizabeth de Burgh                    | Ulick de Burgh, I marchese di Clanricarde |  |  |       |  |  |                |  |  |                 |  |
|                                   |                                 | Elizabeth de Burgh                    | Harriet Canning                           |  |  |       |  |  |                |  |  |                 |  |
|                                   |                                 | Elizabeth de Burgh                    |                                           |  |  |       |  |  |                |  |  |                 |  |